# 京平遥
京平 遥（きょうひら はるか、1988年11月17日 - ）は、日本プロ麻雀連盟所属のプロ雀士。
2023年3月、退会。

## 人物
静岡県浜松市出身。
キャッチフレーズは「漆黒の打点師」。

## 略歴
2008年、日本プロ麻雀連盟第25期生としてデビュー。
2011年、デビュー3年目ながら麻雀格闘倶楽部ultimate〜絆の章〜に新規参戦。
2012年、続編となる麻雀格闘倶楽部NEXTに参戦。
2013年、天空麻雀7に初出場。

## 出演
- 麻雀格闘倶楽部ultimate〜絆の章〜
- 麻雀格闘倶楽部NEXT
- 天空麻雀7